# Alien Zombie Death
Alien Zombie Death est un jeu vidéo de type shoot'em up développé et édité par PomPom Games en 2010 sur PlayStation Network (Minis). Le jeu a une suite sortie en 2011 : Alien Zombie Megadeath.

## Accueil
- IGN : 8,5/10[1]